# Trigoniocardia granifera
Trigoniocardia granifera is een tweekleppigensoort uit de familie van de Cardiidae. De wetenschappelijke naam van de soort is voor het eerst geldig gepubliceerd in 1829 door Broderip & G.B. Sowerby I.